# كليمنت الرابع
البابا كليمنت الرابع (باللاتينية: Clemens IV); ولد 23 تشرين الثاني / نوفمبر 1190 توفي 29 تشرين الثاني / نوفمبر 1268)، كان اسمه غي فولك ((باللاتينية: Guido Falcodius); (بالفرنسية: Guy de Foulques) أو Guy Foulques) والذي عرف أيضا باسم الرجل السمين (الفرنسية "Guy Le Gros"; (بالإيطالية: Guido il Grosso)) كان أسقف لو بوي (1257-1260)، رئيس أساقفة ناربون (1259-1261)، كاردينال سابينا (1261-1265) وتبواء كرسي الباباوية من 5 شباط / فبراير 1265 حتى وفاته.
انتخب البابا في الاجتماع السري الذي عقد في بيروجيا التي استمرت أربعة أشهر حيث تجادل الكرادلة حول دعوة شارل أنجو، الأخ الأصغر للويس التاسع الفرنسي، إلى تحمل مسؤولية الحرب البابوية ضد هوهنشتاوفن. يعتبر البابا كليمنت راعي المفكرين توماس الأكويني  وروجر بيكون كما شجع بيكون فيع الكتابة كتابه «الكتاب العظيم» والذي تضمن دراسات مهمة في البصريات والمنهج العلمي.

## أعماله
في 1264، جدد كليمنت الرابع حظر التلمود الذي أصدره غريغوري التاسع. إلا أنه لم يحكم بالإعدام على من يحتفظون بنسخ منه. : ذلك،   أمريهود أراغون بإرسال كتبهم إلى المراقبين في الدومينيكان من أجل التطهير.
في شباط / فبراير 1265 استدعى كليمنت الرابع توماس الأكويني إلى روما ليصبح عالم اللاهوت عند البابا. وبنفس الفترة كان الأكويني يدرس اللاهوت في مدرسة الدومينيكان في روما.  
في 1266، بعد معركة بينيفنت، اعترف البابا كليمنت الرابع بالامتنان لـغويلفيو وغيبلينيون فألبسهم معطفه القتالي ما يعطيهم الحق في التحكم والتصرف بكل مدن إيطاليا الشمالية باسم البابا. 
ما بين عامي 1267 و1268، تراسل كليمنت مع حاكم الدولة الإيلخانية المغولية أباقا خان الذي أقترح عليه إنشاء تحالف فرنجي-مغولي بينه وبين البابا والإمبراطور البيزنطي ميخائيل الثامن باليولوج  والد زوجته ضد الخلافة الإسلامية، عدوهم المشترك. رحب كليمنت  بالاقتراح من غير أن يعطي أي التزامات ولكنه تعاون معه استخباراتيا وأطلعه على الحملة الصليبية التي كان يعدها. في 1267 آرسل البابا كليمنت الرابع موفدا منه ومن قبل الملك جيمس الأول ملك أراغون إلى الحاكم المغولي بشخص جايمي ألاريك دي بربينيان.

## وصلات خارجية
- "Le pape, le roy et l'alchimiste : Clémént الرابع – سانت لويس – روجر بيكون" لوران رايدر

| سبقه أوربان الرابع | باباوات الكنيسة الكاثوليكية الثامن 1265 - 1268 | تبعه غريغوري العاشر |